# Lewatywa z dymu tytoniowego

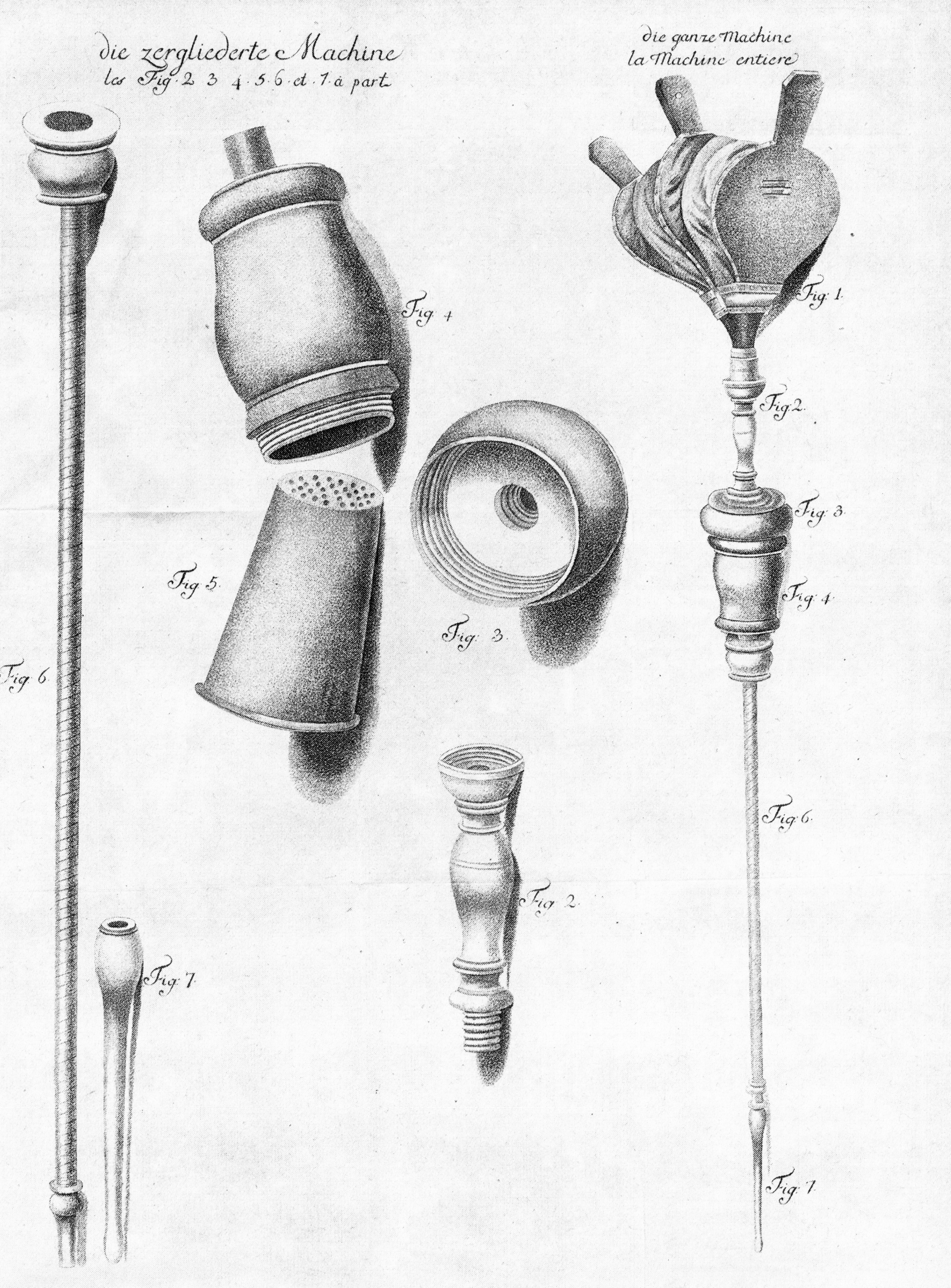
Rysunek w podręczniku z 1776 roku, przedstawiający lewatywę do dymu tytoniowego, składającą się z dyszy, rozpylacza i miechów

Lewatywa z dymu tytoniowego – zabieg medyczny stosowany w przeszłości (XVII-XIX wiek) przez lekarzy europejskich w przypadku wielu dolegliwości, polegający na wdmuchiwaniu dymu tytoniowego w odbytnicę za pomocą lewatywy.
Tytoń został uznany za lek niedługo po tym, jak po raz pierwszy przywieziono go z Nowego Świata. Dym tytoniowy był używany przez zachodnich lekarzy jako środek na przeziębienie i senność, ale stosowanie go przez lewatywę było techniką przejętą od Indian Ameryki Północnej. Tę procedurę stosowano przy leczeniu bólu jelit. Oprócz tego, często podejmowano próby reanimacji w taki sposób niedoszłych topielców. Płynne lewatywy tytoniowe często stosowano w celu złagodzenia objawów przepukliny.
Na początku XIX wieku praktyka ta została porzucona, gdyż okazało się, że główny czynnik aktywny w dymie tytoniowym, czyli nikotyna, jest trująca.

## Tytoń w medycynie

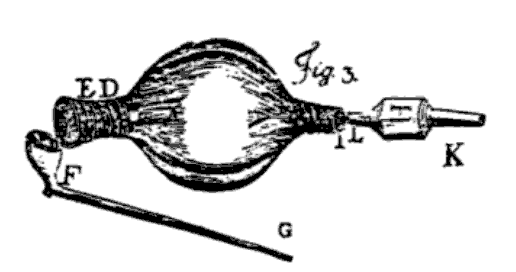
Prostsze przenośne urządzenie
A: pęcherz moczowy świni
FG: fajka
D: ustnik do którego jest dołączony przewód
E: kranik
K: kanka, wprowadzana do odbytu

Do czasu odkrycia przez Europejczyków oraz przywiezienia z Nowego Świata tytoń był nieznany zachodniej medycynie. Europejczycy byli świadomi działania dymu; kadzidła stosowano od czasów starożytnych, a psychoaktywne działanie palonych nasion konopi było dobrze znane już Scytom i Trakom. Starożytny grecki lekarz Hipokrates zalecał inhalacje dymu przy „chorobach kobiecych”, podobnie jak Pliniusz Starszy polecał go jako lekarstwo na kaszel. Rdzenni Amerykanie, od których pierwsi zachodni odkrywcy dowiedzieli się o tytoniu, używali jego liści do różnych celów, w tym w kulcie religijnym, ale Europejczycy szybko zdali sobie sprawę, że Amerykanie używali tytoniu także do celów leczniczych. Francuski dyplomata Jean Nicot wykorzystywał okład z tytoniu jako środek przeciwbólowy, Nicolás Monardes zalecał zaś tytoń jako lek na długą listę chorób, takich jak nowotwory, bóle głowy, problemy z oddychaniem, skurcze żołądka, podagrę, robaki jelitowe i choroby kobiece. Ówczesna medycyna dużą wagę przywiązywała do teorii humoralnej i przez krótki okres tytoń stał się panaceum. Jego użycie zostało wymienione w farmakopei jako środek na przeziębienie i senność, spowodowane różnymi dolegliwościami medycznymi. Jego skuteczność tłumaczono przez jego zdolności do wchłaniania wilgoci, do ogrzania części ciała, a więc do utrzymania równowagi, tak ważnej dla zdrowia. Próbując zapobiegać chorobom tytoń również stosowano do okadzania pomieszczeń.
Stymulacja oddychania poprzez wprowadzenie dymu tytoniowego przez odbyt na początku była praktykowana przez Indian Ameryki Północnej. Wczesnym przykładem wykorzystania tej procedury jest opis z 1686 roku Thomasa Sydenhama, który przy leczeniu niedrożności jelit przepisywał najpierw puszczanie krwi, a następnie lewatywę dymu tytoniowego:

Oto więc jak ustaliłem, że najlepiej najpierw puścić krew z ręki, a za godzinę lub dwie użyć silnej oczyszczającej lewatywy; i nie znam żadnej tak silnej i efektywnej, jak dym tytoniowy, wprowadzony z pomocą dużego pęcherza do jelit przez odwróconą fajkę, co może być powtórzone po krótkiej przerwie, jeśli ta pierwsza lewatywa z powodu oddania stolca nie otworzyła przejścia.
— Thomas Sydenham.

Wedle doniesień lewatywy z dymem tytoniowym również używali XIX-wieczni duńscy farmerzy dla koni, które wymagały środków przeczyszczających, a amerykański antropolog Frank Speck donosił, że współcześni Indianie z plemienia Catawba również leczyli swoje konie w podobny sposób.

## Opinia lekarska
Dla ówczesnych lekarzy właściwym leczeniem „pozornej śmierci” było ciepło i stymulacja. Anne Greene, kobieta skazana na śmierć i powieszona w 1650 roku za domniemane zamordowanie jej martwo urodzonego dziecka, jak uznali anatomowie, wciąż żyła. Ożywili ją poprzez wlewanie do jej gardła gorącego balsamu, rozcieranie jej kończyn i wystających części ciała, puszczanie krwi, stosowanie plastrów ogrzewających i „ogrzewającej wonnej lewatywy do stosowania w jej ciało, aby rozgrzać jej jelita”. Po położeniu jej w ciepłym łóżku z inną kobietą dla ogrzania jej w pełni doszła do siebie i została ułaskawiona.
Sztuczne oddychanie i wdmuchiwanie dymu do płuc lub odbytnicy uważano za jednakowo skuteczne, jednak lewatywę dymu uznawano za najskuteczniejszą metodę ze względu na jej domniemane ocieplające i stymulujące właściwości. Holendrzy eksperymentowali z metodami nadmuchiwania płuc jako leczenie tych, którzy wpadli do kanałów i pozornie utonęli. Pacjenci również otrzymywali odbytowe napary dymu tytoniowego jako środek pobudzający oddech. Richard Mead był jednym z pierwszych zachodnich naukowców zalecających lewatywy z tytoniowego dymu do reanimacji niedoszłych ofiar utonięcia, kiedy w 1745 roku zalecał lewatywy tytoniu przy leczeniu jatrogennych utonięć spowodowanych leczeniem poprzez zanurzenie. Jego nazwisko wymieniono w jednym z pierwszych udokumentowanych przypadków reanimacji przez doodbytniczo zastosowany dym tytoniowy w 1746 roku, kiedy kobieta, która pozornie utonęła, była leczona w ten sposób. Za radą przepływającego żeglarza mąż kobiety włożył cybuch fajki żeglarza do jej odbytu, przykrył główkę fajki kawałkiem papieru perforowanego i „mocno dmuchnął”. Kobieta miała wówczas „ożyć”.
W latach 80. XVIII w. Royal Humane Society umieściło zestawy do reanimacji, w tym lewatywy dymowe, w różnych miejscach wzdłuż Tamizy, a przed końcem XIX wieku lewatywy tytoniowego dymu stały się uznaną praktyką w zachodniej medycynie, uznawaną przez Humane Society za równie ważną jak sztuczne oddychanie.

Lewatywa tytoniowa, oddychanie i puszczanie krwi. Ogrzewaj i pocieraj, aż odniesiesz sukces. I nie szczędź bólu na to co robisz; Pewnego dnia może zostać ci spłacone.
– Houlston (wrzesień 1774).

Do 1805 roku stosowanie doodbytniczo dymu tytoniowego zostało na tyle ustalone jako sposób leczenia uporczywych zwężeń przewodu pokarmowego, iż lekarze zaczęli eksperymentować z innymi mechanizmami podawania. W jednym z eksperymentów wywaru z pół drachmy tytoniu w czterech uncjach wody użyto jako lewatywy u pacjenta cierpiącego uogólnione drgawki, u którego nie spodziewano się wyzdrowienia. Wywar „zwiększył wrażliwość” pacjenta, zatrzymując konwulsje, chociaż spowodował słabość, wymioty i nadmierną potliwość. Takie lewatywy często były stosowane przy leczeniu przepuklin. Jak odnotowano w 1843 roku, mężczyzna w średnim wieku zmarł po takim zabiegu, wykonywanym przy leczeniu guzkowatej przepukliny, a w podobnym przypadku w 1847 roku kobieta otrzymała ciekłą lewatywę tytoniu, z dodatkiem lewatywy rosołu z kurczaka i pigułek opium i kalomelu (podawanych doustnie). Kobieta później wyzdrowiała.
W 1811 roku pisarz, zajmujący się medycyną, zapisał, że „moc tytoniowej lewatywy jest tak niezwykła, że przykuła uwagę lekarzy w niesamowity sposób. O efektach oraz sposobie stosowania dymu tytoniowego per anum dużo zostało napisane”, dostarczając listę europejskich publikacji na ten temat. Lewatywy dymu również wykorzystywano przy leczeniu różnych innych dolegliwości. Raport w czasopiśmie medycznym z 1827 roku opowiada o kobiecie leczonej na zaparcia powtarzanymi lewatywami dymu, z niewielkim widocznym sukcesem. Według raportu z 1835 roku, lewatywy tytoniu były z powodzeniem stosowane w leczeniu cholery „w końcowym stadium”.

Według moich obserwacji, zanim zostałem wezwany do tego przypadku, wymioty ze stolcem zdecydowanie miały miejsce. Moim celem przy zaleceniu naparu tytoniu i lewatywy dymnej było sprzyjać zmniejszeniu wszelkich ukrytych przepuklin lub skurczy mięśni jelit, które mogłyby istnieć. Ponadto zaleciłem opiekunom dziewczyny po tym jak ona połknie surową rtęć, często podnosić ją na łóżku (ona była zbyt słaba, aby podnieść się sama), aby zmienić jej położenie z jednej strony na drugą, z pleców na brzuch i odwrotnie, żeby sprzyjać grawitacji rtęci do niższych jelit.
— doktor Robert Dick (1847)

## Zanik procedury
Ataki na teorie dotyczące zdolności tytoniu do leczenia chorób zaczęły się na początku XVII wieku. Król Jakub I był sceptyczny co do jego efektywności. Inni twierdzili, że palenie wysusza humory, że tabaka zaczadza mózg, oraz że starzy ludzie nie powinni palić, gdyż oni i tak czy inaczej wysychają w sposób naturalny.
Choć niektóre przekonania dotyczące skuteczności dymu tytoniowego w celu ochrony przed chorobami trwały aż do XX wieku, stosowanie lewatywy dymu w medycynie zachodniej zaprzestano po 1811 roku, kiedy przez eksperymenty na zwierzętach Benjamin Brodie wykazał, że nikotyna, czyli główny czynnik aktywny w dymie tytoniowym, jest trucizną dla serca, która może zatrzymać krążenie krwi.